# لی سونگ یول
لی سونگ یول (انگلیسی: Lee Sung-yeol؛ زادهٔ ۲۷ اوت ۱۹۹۱) خواننده، مدل و بازیگر اهل کره جنوبی است.